# Quiina brevensis
Quiina brevensis är en tvåhjärtbladig växtart som beskrevs av João Murça Pires. Quiina brevensis ingår i släktet Quiina och familjen Ochnaceae. Inga underarter finns listade i Catalogue of Life.